# Tianwen-1
La missione spaziale Tianwen-1 (天問一号S, Tiān wèn yī hàoP, nota precedentemente anche come HX-1 o Mars Global Remote Sensing Orbiter and Small Rover) è la seconda che l'agenzia spaziale cinese ha inviato verso Marte, dopo la sfortunata Yinghuo-1. Prevede un orbiter e un rover chiamato Zhurong, lanciati il 23 luglio del 2020 e arrivati in orbita marziana il 10 febbraio 2021, nel medesimo sito, la distesa Utopia Planitia, che fu anche sito di atterraggio della sonda statunitense Viking 2.
Tianwen-1 fa parte di un piano più grande che comprende una serie di missioni successive su Marte, tra cui anche una missione del 2030 per riportare sulla Terra campioni di roccia. Tutte le missioni future si chiameranno Tianwen. Gli obiettivi della missione sono di cercare tracce di vita passata e presente e di capire meglio la composizione del suolo marziano.

## Caratteristiche tecniche
- Dimensioni: il rover pesa 240 kg per una lunghezza di circa 2 metri e mezzo.
- Metodo di sospensione: il rover usa un sistema di sospensione simile al Rocker-bogie usato da Opportunity con il quale può viaggiare ad una velocità massima di 200 m/h, mentre la velocità media di navigazione resta di 40 m/h. Può superare ostacoli fino ed oltre i 30 cm in modo del tutto autonomo e scalare pendenze fino a 30° di inclinazione.
- Alimentazione: viene alimentato da pannelli solari che forniscono 300 Wh di potenza
- Comunicazioni: Zhurong è in grado di comunicare con la Terra in due modi: grazie a un transponder operante nella Banda X (32 bps ~ 4 Mbps), che gli permette di comunicare direttamente con il nostro pianeta, oppure grazie ad un'antenna UHF (1 kbps ~ 2048 kbps), che comunica con le sonde Tianwen-1 in orbita intorno a Marte.

## Strumenti scientifici
Per raggiungere gli obiettivi scientifici della missione, l'orbiter e il rover Zhurong sono dotati di 13 strumenti.

### Orbiter
- Medium Resolution Camera (MRC) con una risoluzione di 100 m da un'orbita di 400 km
- High Resolution Camera (HRC) con una risoluzione di 2 m da un'orbita di 400 km
- Mars Magnetometer (MM)
- Mars Mineralogy Spectrometer (MMS), per determinare la composizione elementare della superficie
- Orbiter Subsurface Radar (OSR)
- Mars Ion and Neutral Particle Analyzer (MINPA)
- Mars Energetic Particle Analyzer[5]

### RoverZhurong
Il rover ha a bordo sei strumenti scientifici per effettuare misurazioni e per acquisire immagini. Ha un peso di 240 kg, sfrutta l'energia di quattro pannelli solari, le dimensioni sono 2,6 x 3 x 1,85 metri. I compiti principali del rover sono:
- Studiare la topografia e la geologia del territorio ed esplorare l'area interessata
- Esaminare tracce di vita ed acqua
- Esaminare gli elementi e le rocce che compongono il suolo marziano
- Campionare l'atmosfera tramite misurazione di temperatura e pressione

I sei strumenti:
- Ground-Penetrating Radar (GPR), georadar per acquisire immagini a circa 100 metri (330 piedi) sotto la superficie marziana[7]
- Rilevatore di campo magnetico sulla superficie di Marte (MSMFD)
- Mars Meteorological Measurement Instrument (MMMI)
- Mars Surface Compound Detector (MSCD)
- Telecamera multispettro (MSC)
- Telecamera di navigazione e topografia (NTC)

Per tutte le comunicazioni con la Terra verranno usate le sonde Tianwen-1 e il Mars Express dell'Agenzia spaziale europea che fungerà da backup.

## Svolgimento della missione

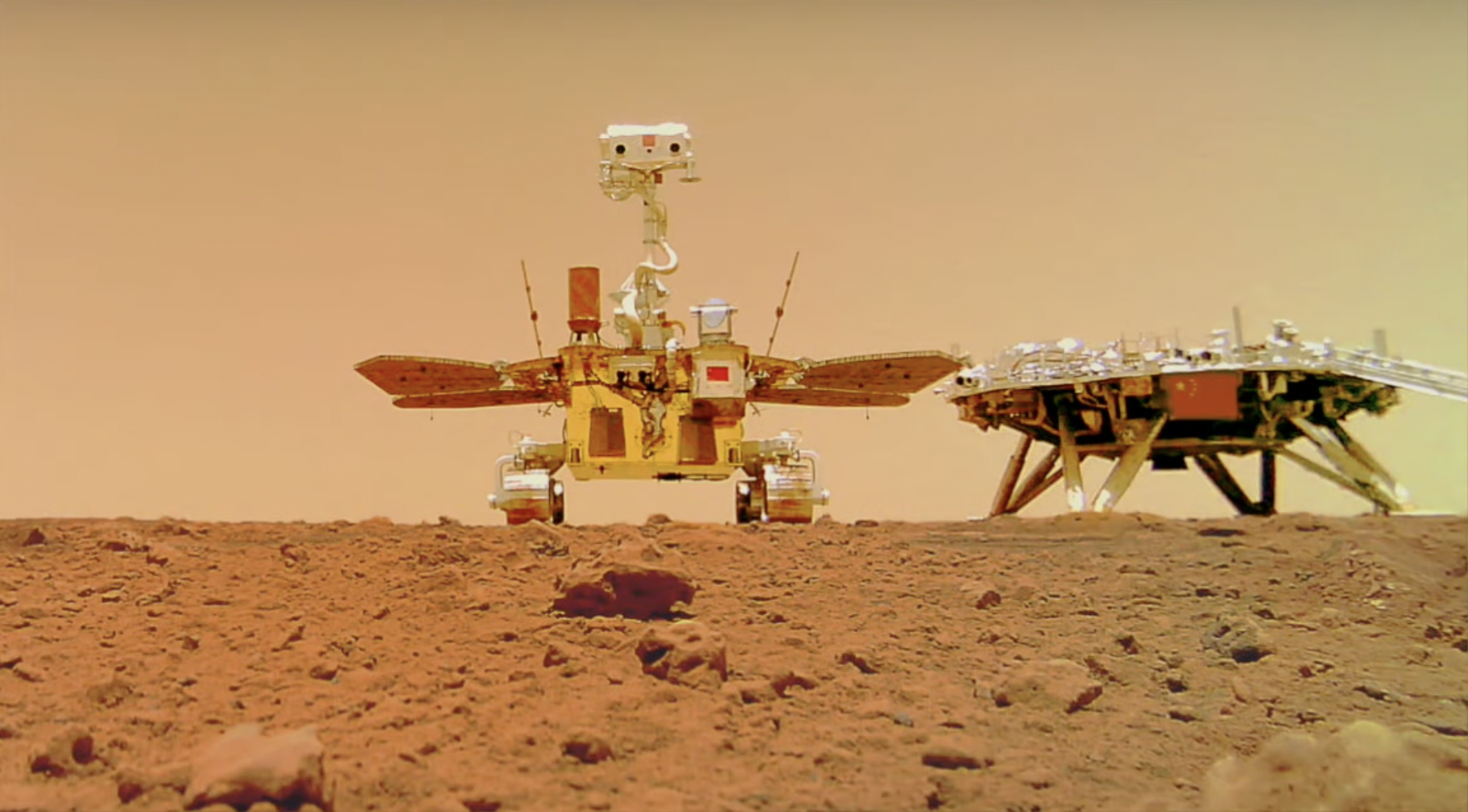
Un selfie del rover e del lander sul suolo marziano. La fotografia è stata scattata da una videocamera wireless posizionata a una decina di metri di distanza da Zhurong, che poi è tornato sui propri passi mettendosi in posa.

La sonda Tianwen-1 ha completato il suo inserimento in orbita di Marte il 10 febbraio 2021 e dopo il rilascio della capsula di ingresso in atmosfera, il 15 maggio 2021 alle 7:18 CST (ora 01:18 in Italia), il lander con il rover Zhurong è atterrato con successo nell'area di atterraggio preselezionata nella parte meridionale della pianura dell'utopia di Marte.
Il 18 agosto 2021, Zhurong è sopravvissuto alla sua durata di vita prevista di 90 sol e gli scienziati cinesi hanno annunciato una spedizione estesa con l'obiettivo di indagare su un'antica area marziana.
Il 20 maggio 2022, Zhurong è stato messo in modalità ibernazione per prepararsi alle tempeste di sabbia in arrivo e all'inverno marziano, ed è stato programmato per riattivarsi autonomamente a una temperatura e condizioni di luce solare adeguate. Avrebbe dovuto riattivarsi a dicembre 2022, tuttavia a marzo 2023 ancora risulta immobile, come mostrato da un'immagine ripresa dalla sonda Mars Reconnaissance Orbiter della NASA, dove appare coperto di sabbia. L'ultima speranza per gli scienziati perché possa riattivarsi è aspettare l'arrivo della piena estate marziana.
Il 27 febbraio 2023 sono stati pubblicati sulla rivista Nature i primi risultati degli studi meteorologici dei primi 325 sol della missione.